# Methazolamide
Methazolamide (tên thương mại là Neptazane) là một chất ức chế anhydrase carbonic mạnh. Nó được chỉ định trong điều trị tăng áp lực nội nhãn (IOP) trong bệnh tăng nhãn áp góc mở mãn tính và bệnh tăng nhãn áp thứ phát. Ngoài ra, nó được sử dụng trước phẫu thuật trong bệnh tăng nhãn áp góc đóng (góc hẹp) cấp tính trong đó việc hạ thấp IOP là mong muốn trước khi phẫu thuật.